# Жанатбек, Гульжанат Ержановна
Гульжана́т Ержа́новна Жанатбе́к (каз. Гүлжанат Ержанқызы Жанатбек; род. 30 ноября 1991, Талды-Курган) — казахстанская легкоатлетка, специалистка по бегу на длинные дистанции и марафону. Выступает за сборную Казахстана по лёгкой атлетике с 2011 года, многократная победительница первенств национального значения, призёрка ряда крупных международных стартов на шоссе, участница летних Олимпийских игр в Рио-де-Жанейро. Мастер спорта Республики Казахстан.

## Биография
Гульжанат Жанатбек родилась 30 ноября 1991 года в городе Талды-Курган, Казахская ССР. Занималась лёгкой атлетикой под руководством тренера Мурата Туабаевича Джузгенбаева. Окончила Жетысуский государственный университет имени Ильяса Жансугурова.
Впервые заявила о себе в сезоне 2011 года, когда на чемпионате Казахстана в Алма-Ате выиграла серебряную медаль в беге на 5000 метров.
В 2012 году помимо прочего финишировала пятой на Стамбульском марафоне.
В 2013 году стала шестой на Варшавском марафоне, бежала 5000 и 10 000 метров на чемпионате Азии в Пуне — в обоих случаях пришла к финишу шестой.
В 2014 году закрыла десятку сильнейших Гонконгского марафона, одержала победу на домашнем Алматинском марафоне, заняла 11-е место в марафоне на Азиатских играх в Инчхоне, выиграла полумарафон в Амстердаме.
В 2015 году показала 12-й результат на Гонконгском марафоне, вновь превзошла всех соперниц на Алматинском марафоне, бежала марафон на чемпионате мира в Пекине — с результатом 2:45:54 заняла 40-е место.
В 2016 году в третий раз подряд выиграла Алматинский марафон. Выполнив олимпийский квалификационный норматив (2:45:00), удостоилась права защищать честь страны на летних Олимпийских играх в Рио-де-Жанейро — здесь в программе марафона сошла с дистанции.
В 2018 году принимала участие в Азиатских играх в Джакарте — в марафоне показала время 2:56:49, расположившись в итоговом протоколе соревнований на 13-й строке.
В сентябре 2019 года с личным рекордом 2:33:25 финишировала второй на Астанинском марафоне.
В апреле 2023 года заняла 15-е место на Стамбульском полумарафоне, так же установив личный рекорд — 1:13:55.